# 李辛
李辛（1957年12月24日—），曾用名李卫星，湖北武汉人。在校名李军坚，男，汉族，74届校友。李辛是一位旅日长达十年的画家。他经历丰富，积淀深厚。是一位绝对忠诚于艺术的学者。

## 生平简要
- 75年-77年上山下乡
- 79年-83年就读西安美术学院中国画专业。获文学学士学位。任学院学生会主席。
- 81年被评为陕西省新长征突击手。省高教系统精神文明先进个人。
- 82年加入中国共产党。
- 84年-91年先后就职于陕西农业杂志社及湖北美术出版社。
- 91年留学日本 （按有关条例，因私费留学本人党籍保留至92年5月）
- 93年-97年就读日本国立静冈大学大学院，获教育学硕士学位。
- 07年考入大阪艺术大学大学院，攻读艺术学博士学位 。

## 贡献及荣誉
- 08年通过中国驻日本大使馆为汶川地震捐款10万日元
- 水墨画作品《老松》获26届全日本水墨画公募展最优秀奖。
- 水墨画作品《墨松》获35届全日本水墨画公募展经济产业大臣奖。
- 日本画作品《夜樱》第44届日展春季展入选。
- 日本画作品《枯荷》第36届创画展入选。